# Temnothorax alinae
Temnothorax alinae (лат.) — вид мелких по размеру муравьёв рода Temnothorax из подсемейства мирмицины (Formicidae). Эндемик России. Название дано в честь российского мирмеколога Алины Ниловны Купянской (Биолого-почвенный институт ДВО РАН, Владивосток, Россия), исследователя муравьёв Дальнего Востока.

## Распространение
Россия, Дальний Восток (Приморский край).

## Описание
Мелкие желтовато-коричневые муравьи (2—3 мм). Голова овально-удлинённая, грудь низкая и длинная с угловатыми плечевыми буграми, метанотальное вдавление отсутствует, заднегрудь угловатая, с длинными проподеальными шипиками. Грудь и голова сверху с грубыми продольными морщинками. Усики 12-члениковые. Вид был впервые описан в 1994 году А. Г. Радченко под первоначальным названием Leptothorax alinae Radchenko, 1994. T. alinae обнаружен в гнезде Leptothorax в лесу из лиственниц (Larix). Предположительно социальный паразит. В результате ревизии классификации в 2003 году включён в состав рода Temnothorax.